# بالکو (اکلاهما)
بالکو (به انگلیسی: Balko) یک منطقهٔ مسکونی در ایالات متحده آمریکا است که در شهرستان بیور، اکلاهما واقع شده‌است. بالکو ۶۲۳ نفر جمعیت دارد.